# Hat Yai (distrito)
Hat Yai (em tailandês: หาดใหญ่) é um distrito da província de Songkhla, no sul da Tailândia. É um dos 16 distritos que compõem a província. Sua população, de acordo com dados de 2012, era de 378 002 habitantes, e sua área territorial é de 852,79 km².